# Idade de ouro islâmica
A Idade de ouro islâmica, também conhecida como Renascimento islâmico é normalmente datada entre os séculos VIII e XIII EC, embora se possa alargar a sua influência até ao final do século XIV. Durante esta época, o mundo islâmico foi um importantíssimo centro de conhecimento e inovação, tendo as suas contribuições sido transmitidas e estudadas, estimulando um despertar intelectual que levou à criação das primeiras universidades europeias.
Durante esse período, engenheiros, acadêmicos e comerciantes do mundo islâmico contribuíram grandemente em áreas como ciência, matemática, astronomia, medicina, filosofia, arte, arquitetura, agricultura, economia, indústria, literatura, navegação, ⁣ciências e tecnologia, preservando e melhorando o legado clássico, por um lado, e acrescentando novas invenções e inovações próprias. Os filósofos, poetas, artistas, cientistas, comerciantes e artesãos muçulmanos criaram uma cultura única que influenciou as sociedades de todos os continentes.

## Fundamentos

Era dos Califas:
Expansão durante a época de Maomé, 622-632
Expansão durante o Califado Ortodoxo, 632-661
Expansão durante o Califado Omíada, 661-750

Durante as conquistas muçulmanas dos séculos VII e VIII, exércitos de nômades árabes se estabeleceram no Império islâmico, o maior império que o mundo havia conhecido até o momento (início da Idade Média). A «idade de ouro do Islã» começou pouco depois, em meados do século VIII, com a ascensão do poder dos califas abássidas e a transferência da capital do Império de Damasco para Bagdá. Os Abássidas foram influenciados pelos preceitos do Alcorão e das tradições do Hadiz, cujos valores se expressam em frases como: “A tinta dos cientistas vale tanto quanto o sangue dos mártires”, de onde se evidencia o valor do conhecimento. Durante esse período, o mundo muçulmano se converteu no centro intelectual indiscutível da ciência, filosofia, medicina e educação, enquanto que os abássidas lideravam a causa do conhecimento e estabeleciam-se na "Casa da Sabedoria" em Bagdá, onde estudiosos muçulmanos e não muçulmanos tentaram reunir e traduzir todo o conhecimento mundial para a língua árabe. Muitos livros da Antiguidade Clássica, que de outra forma poderiam ter sido perdidos, foram traduzidos para o árabe. Do árabe essas obras foram, posteriormente, traduzidas para o turco, persa, hebreu e latim. Durante esse período, o mundo islâmico foi um caldeirão de culturas que coletadas e sintetizadas, avançou significativamente o conhecimento herdado das culturas da China Antiga, da Índia, da Pérsia, do Egito, do Norte da África, da Grécia Clássica e do Império Bizantino. Dinastias rivais da abássida, como a fatímida do Egito e a omíada do Alandalus, também criaram centros intelectuais em cidades como Cairo e Córdova, que rivalizavam com Bagdá.
Uma das maiores inovações desse período foi o papel; originalmente um segredo guardado com zelo pelos chineses da dinastia Han. A arte da confeção do papel foi obtido a partir de prisioneiros capturados na Batalha de Talas (751), o que resultou na construção de fábricas de papel em Samarcanda e Bagdá. Os árabes melhoraram a técnica chinesa utilizando a casca de amoreira e amido. Os muçulmanos se diferenciavam também no uso da pena em contraste com o costume chinês de usar o pincel. No ano 900, existiam centenas de estabelecimentos que empregavam escribas e encadernadores de livros em Bagdá, e começaram a se estabelecer as primeiras bibliotecas públicas, incluindo as primeiras do mundo a emprestarem livros. A partir dali, o uso do papel propagou-se ao Oeste, a Fez e dali ao Al-Andalus, de onde seria exportado à Europa no século XIII.
Grande parte destes ensinamentos em desenvolvimento se interconectam com a geografia. Mesmo antes da presença islâmica, a cidade de Meca servia como centro comercial na Arábia. A tradição de peregrinação à Meca transformou-a num centro de intercâmbio de ideias e mercadorias. A influência dos comerciantes muçulmanos no comércio entre a Arábia e a África e a Ásia foi muito grande, fazendo com que a civilização islâmica se desenvolvesse sobre uma base mercantil, contrastando com os cristãos, indianos e chineses, que construíram as suas sociedades a partir de uma nobreza cujo poder estava fundado na posse de terras e produção agrícola. Os comerciantes muçulmanos levaram as suas mercadorias e a sua fé à China e Índia (que atualmente tem 230 milhões de muçulmanos) e aos reinos da África Oriental, regressando destes países com novas invenções. Os comerciantes usaram a sua riqueza para melhorar a produção têxtil e agrícola.
Da mesma maneira que os comerciantes, os missionários sufistas também tiveram um papel destacado na difusão do Islã / Islão, levando a sua mensagem a várias regiões do mundo. Estas incluem a Pérsia, a antiga Mesopotâmia, a Ásia Central e o Norte da África. O misticismo sufista teve também influência em partes da África Oriental, Anatólia (atual Turquia), sudeste e sul da Ásia.

### Humanismo
Muitos pensadores muçulmanos da Idade Média seguiam o humanismo, o racionalismo e o discurso científico na busca de conhecimento, significados e valores. Um amplo espectro de escritos islâmicos sobre a poesia amorosa, a história e a teologia filosófica mostram que o pensamento medieval islâmico estava aberto às ideias humanistas do individualismo, secularismo, ceticismo e liberalismo.
A liberdade religiosa ajudou a criar redes interculturais, atraindo assim intelectuais muçulmanos, cristãos e judeus — desse modo a “plantar a semente” do maior período de criatividade filosófica da Idade Média, a partir do século VIII ao XIII.

### O ensino superior e as instituições científicas
Um número significativo de instituições previamente desconhecidas na Idade Antiga, teve a sua origem no mundo medieval islâmico, sendo os exemplos mais notáveis o hospital público (que substituiu os templos de cura), a biblioteca pública, a universidade para graduados e o observatório astronômico como instituto de investigação (mais do que um local simples).
As primeiras universidades que possuíam graduação eram os bimaristões — hospitais médicos universitários do mundo medieval islâmico, que entregavam diplomas de medicina a estudantes de medicina islâmica que estavam qualificados para exercer como doutores em medicina a partir do século IX. Sir John Bagot Blugg escreveu a respeito:
| “ | "Nos tempos de Almamune, as escolas de medicina eram extremamente ativas em Bagdá. O primeiro hospital público gratuito foi aberto em Bagdá durante o califado de Harune Arraxide. Ao desenvolver este sistema, médicos e cirurgiões eram obrigados a dar aulas nas escolas de medicina, e entregavam diplomas a aqueles que consideravam qualificados para exercer a medicina. O primeiro hospital no Egito foi aberto em 872, e a partir daí se espalhou por todo o Império, desde o Al-Andalus (Península Ibérica) até à Pérsia (Irã)." | ” |

O Livro Guinness dos Recordes reconhece a Universidade de Al Karaouine, em Fez (Marrocos), fundada no ano 859, como a universidade mais antiga do mundo. A Universidade Al-Azhar, fundada no Cairo (Egito) no século X, oferecia uma ampla variedade de graduações acadêmicas, incluindo estudos de pós-graduação, sendo considerada frequentemente a primeira universidade global.

## Maiores influências para o conhecimento ocidental
É de importância capital começar por referir o facto dos textos da Grécia Antiga terem sido traduzidos e preservados por estudiosos árabes, não permitindo que se perdessem para sempre, estimulando uma nova revolução científica.

### Casa da Sabedoria
Este movimento de tradução iniciou-se com a ascensão ao poder dos Abássidas e teve lugar principalmente em Bagdad, na Casa da Sabedoria, durante mais de dois séculos, não tendo sido um fenómeno efémero. Muito pelo contrário, foi apoiado por toda a elite da sociedade abássida, fortemente subsidiado e conduzido com rigorosa metodologia académica e filológica, com base num programa sustentado que atravessou gerações e que reflete, em última análise, uma atitude social dinâmica e um diligente investimento na cultura.

### Ciência e matemática
- Al-Khwarizmi

O termo “álgebra” evoluiu do árabe "al-jabr", título do livro mais influente de Al-Khwarizmi, matemático persa do século IX, que desenvolveu conceitos fundamentais que se tornaram a base da álgebra moderna.
- Al-Battani

Contribuiu para o desenvolvimento da trigonometria, por si crucial para cálculos astronómicos e para a navegação.
- Ibn al-Haytham

Com estudos profundos na ótica, desenvolveu a teoria da visão e as suas experiências anteciparam o método científico.
- Algarismos arábicos

O sistema numérico decimal foi introduzido na Europa por estudiosos muçulmanos.

### Astronomia
- Al-Zarqali

- Al-Farghani

Aperfeiçoaram as tabelas astronómicas, realizando observações detalhadas do céu e influenciando a astronomia europeia e fornecendo ferramentas utilizadas por pensadores como Nicolau Copérnico.
- Abd al-Rahman al-Sufi

Escreveu um tratado de 386 páginas sobre a utilização do Astrolábio e as suas diversas aplicações.

### Medicina
- Avicena

- Al-Razi

### Filosofia
- Averróis

- Al-Farabi

- Al-Ghazali